# لين كاميرون
لين كاميرون (بالإنجليزية: Lynn Cameron)‏ هي لاعبة كرلنغ بريطانية، ولدت في 31 يوليو 1979 في بيرث في المملكة المتحدة.

## وصلات خارجية
- لين كاميرون على موقع الاتحاد الدولي للكرلنغ (الإنجليزية)
- لين كاميرون على موقع اللجنة الأولمبية الدولية (الإنجليزية)
- لين كاميرون على موقع أوليمبيديا (الإنجليزية)
- لين كاميرون على موقع اللجنة الأولمبية البريطانية (الإنجليزية)